# 國際教養大學
国际教养大学，是日本一所位于秋田县秋田市的公立大学。简称AIU、教养大、国教大。

## 历史
2004年设立。该校仅设国际教养学部，是一所公立单科大学。目前与46个国家或地区170所大学建立了合作关系。 全校各課程為日本少見的均以英語授課。

## 相关链接
- 官方网站 （页面存档备份，存于）